# Бален
Вижте пояснителната страница за други значения на Бален.
Бален (на нидерландски: Balen) е селище в Северна Белгия, окръг Тьорнхаут на провинция Антверпен. Намира се на 18 km югоизточно от град Тьорнхаут. Населението му е около 20 300 души (2006).